# 1985년 일본 시리즈
1985년 일본 시리즈(일본어: 1985年の日本シリーズ)는 1985년 10월 26일부터 11월 2일까지 열린 일본 프로 야구의 일본 시리즈이다. 센트럴 리그 우승 팀인 한신 타이거스가 총 6차례의 접전을 펼친 끝에 퍼시픽 리그 우승 팀 세이부 라이온스를 누르고 4승 2패의 성적을 기록, 창단 이후 첫 우승을 차지했다.

## 감독
| 소속 리그   | 소속            | 감독            |
| ----------- | --------------- | --------------- |
| 센트럴 리그 | 한신 타이거스   | 요시다 요시오   |
| 퍼시픽 리그 | 세이부 라이온스 | 히로오카 다쓰로 |

## 경기 일정
- 1차전 : 10월 26일
- 2차전 : 10월 27일
- 3차전 : 10월 29일
- 4차전 : 10월 30일
- 5차전 : 10월 31일
- 6차전 : 11월 2일

## 경기 기록
| 일시                         | 경기   | 원정팀(선공)    | 스코어 | 홈팀(후공)      | 개최 구장            | 개시 시각 | 경기 시간  | 관중수   |
| ---------------------------- | ------ | --------------- | ------ | --------------- | -------------------- | --------- | ---------- | -------- |
| 10월 26일(토)                | 1차전  | 한신 타이거스   | 3 - 0  | 세이부 라이온스 | 세이부 라이온스 구장 | 13시 03분 | 2시간 43분 | 32,463명 |
| 10월 27일(일)                | 2차전  | 한신 타이거스   | 2 - 1  | 세이부 라이온스 | 세이부 라이온스 구장 | 13시 00분 | 2시간 55분 | 32,593명 |
| 10월 28일(월)                | 이동일 | 이동일          | 이동일 | 이동일          | 이동일               | 이동일    | 이동일     | 이동일   |
| 10월 29일(화)                | 3차전  | 세이부 라이온스 | 6 - 4  | 한신 타이거스   | 한신 고시엔 구장     | 13시 01분 | 3시간 16분 | 51,355명 |
| 10월 30일(수)                | 4차전  | 세이부 라이온스 | 4 - 2  | 한신 타이거스   | 한신 고시엔 구장     | 13시 00분 | 3시간 8분  | 51,554명 |
| 10월 31일(목)                | 5차전  | 세이부 라이온스 | 2 - 7  | 한신 타이거스   | 한신 고시엔 구장     | 13시 00분 | 3시간 14분 | 51,430명 |
| 11월 1일(금)                 | 이동일 | 이동일          | 이동일 | 이동일          | 이동일               | 이동일    | 이동일     | 이동일   |
| 11월 2일(토)                 | 6차전  | 한신 타이거스   | 9 - 3  | 세이부 라이온스 | 세이부 라이온스 구장 | 13시 02분 | 3시간 10분 | 32,371명 |
| 우승: 한신 타이거스(첫 우승) |        |                 |        |                 |                      |           |            |          |

## 일본 시리즈 경기 결과

### 1차전
- 10월 26일 - 세이부 라이온스 구장

| 팀                                                                                                | 1 | 2 | 3 | 4 | 5 | 6 | 7 | 8 | 9 | R | H | E |
| 한신                                                                                              | 0 | 0 | 0 | 0 | 0 | 0 | 0 | 3 | 0 | 3 | 8 | 0 |
| 세이부                                                                                            | 0 | 0 | 0 | 0 | 0 | 0 | 0 | 0 | 0 | 0 | 6 | 0 |
| 승리 투수: 이케다 지카후사(1-0) 패전 투수: 마쓰누마 히로히사(0-1) 홈런: 한신 – 랜디 바스(8회 3점) |   |   |   |   |   |   |   |   |   |   |   |   |

### 2차전
- 10월 27일 - 세이부 라이온스 구장

| 팀 | 1 | 2 | 3 | 4 | 5 | 6 | 7 | 8 | 9 | R | H | E |
| 한신 | 0 | 0 | 0 | 2 | 0 | 0 | 0 | 0 | 0 | 2 | 6 | 1 |
| 세이부 | 0 | 0 | 1 | 0 | 0 | 0 | 0 | 0 | 0 | 1 | 6 | 1 |
| 승리 투수: 리처드 게일(1-0) 패전 투수: 다카하시 나오키(0-1) 세이브: 나카니시 기요오키(1S) 홈런: 한신 – 랜디 바스(4회 2점) 세이부 – 이시게 히로미치(3회 1점) |   |   |   |   |   |   |   |   |   |   |   |   |

### 3차전
- 10월 29일 - 한신 고시엔 구장

| 팀 | 1 | 2 | 3 | 4 | 5 | 6 | 7 | 8 | 9 | R | H  | E |
| 세이부 | 0 | 4 | 0 | 1 | 0 | 0 | 0 | 1 | 0 | 6 | 12 | 1 |
| 한신 | 0 | 0 | 3 | 0 | 0 | 0 | 0 | 0 | 1 | 4 | 6  | 1 |
| 승리 투수: 히가시오 오사무(1-0) 패전 투수: 나카타 요시히로(0-1) 홈런: 세이부 – 이시게 히로미치(2회 2점), 오카무라 다카노리(4회 1점) 한신 – 랜디 바스(3회 3점), 시마다 무네히코(9회 1점) |   |   |   |   |   |   |   |   |   |   |    |   |

### 4차전
- 10월 30일 - 한신 고시엔 구장

| 팀 | 1 | 2 | 3 | 4 | 5 | 6 | 7 | 8 | 9 | R | H | E |
| 세이부 | 0 | 0 | 0 | 0 | 0 | 2 | 0 | 0 | 2 | 4 | 8 | 1 |
| 한신 | 0 | 0 | 0 | 0 | 0 | 1 | 0 | 1 | 0 | 2 | 3 | 0 |
| 승리 투수: 나가이 다모쓰(1-0) 패전 투수: 후쿠마 오사무(0-1) 세이브: 히가시오 오사무(1S) 홈런: 세이부 – 스티브 온티베로스(6회 2점), 니시오카 요시히로(9회 2점) 한신 – 마유미 아키노부(6회 1점) |   |   |   |   |   |   |   |   |   |   |   |   |

### 5차전
- 10월 31일 - 한신 고시엔 구장

| 팀 | 1 | 2 | 3 | 4 | 5 | 6 | 7 | 8 | 9 | R | H  | E |
| 세이부 | 0 | 1 | 1 | 0 | 0 | 0 | 0 | 0 | 0 | 2 | 10 | 0 |
| 한신 | 4 | 0 | 0 | 0 | 2 | 0 | 1 | 0 | X | 7 | 10 | 0 |
| 승리 투수: 후쿠마 오사무(1-1) 패전 투수: 오노 가즈유키(0-1) 홈런: 세이부 – 오타 다쿠지(2회 1점) 한신 – 가케후 마사유키(1회 3점), 나가사키 게이지(5회 2점) |   |   |   |   |   |   |   |   |   |   |    |   |

### 6차전
- 11월 2일 - 세이부 라이온스 구장

| 팀 | 1 | 2 | 3 | 4 | 5 | 6 | 7 | 8 | 9 | R | H  | E |
| 한신 | 4 | 1 | 0 | 0 | 1 | 0 | 1 | 0 | 2 | 9 | 11 | 0 |
| 세이부 | 1 | 0 | 0 | 1 | 0 | 0 | 0 | 0 | 1 | 3 | 7  | 0 |
| 승리 투수: 리처드 게일(2-0) 패전 투수: 다카하시 나오키(0-2) 홈런: 한신 – 나가사키 게이지(1회 만루), 마유미 아키노부(2회 1점), 가케후 마사유키(9회 2점) 세이부 – 이시게 히로미치(1회 1점) |   |   |   |   |   |   |   |   |   |   |    |   |

## 수상 선수
- MVP : 랜디 바스(한신)
- 감투상 : 이시게 히로미치(세이부)
- 우수 선수상 : 마유미 아키노부, 나가사키 게이지, 리처드 게일(이상 한신)

## 같이 보기
- 1985년 월드 시리즈
- 커널 샌더스의 저주